# Фёдоровцы
Фёдоровцы — религиозное движение, возникшее в начале 1920-х годов в Воронежской губернии, одна из «катакомбных церквей».

## 1920-е годы
Толк возник в 1920-х годах в чернозёмных областях России в контексте движения «истинно-православных христиан». Основателем движения был юродивый Фёдор Рыбалкин из села Новый Лиман Богучарского уезда Воронежской губернии. Советская пресса утверждала, что Фёдор был сумасшедшим (сошёл с ума на фронте во время Первой мировой войны или вследствие сифилиса, которым заразился там же). В 1922 году Фёдор начал проповедовать, возвещая о пришествии Антихриста, снятия благодати с Церкви и скором Конце Света. На фоне начинающейся коллективизации, антицерковных репрессий и обновленчества проповедь Рыбалкина снискала широкую популярность среди местного крестьянства. Вскоре вокруг него образовалась секта верных последователей. Фёдоровцы носили рубахи и шерстяные балахоны, расшитые крестами, обвязывались связками лука, символизировавшего горечь земной жизни. В 1922—1926 годах к Фёдору приходила масса паломников из Воронежской губернии и с Дона. Для них фёдоровцы устраивали массовые трапезы (в частности, с поеданием лука). Молились фёдоровцы сначала в ново-лиманской церкви, а затем в специальном молельном доме. По оценкам властей, последователями Фёдора считали себя несколько тысяч человек. Вероятно, в те годы толк носил несколько хлыстовский характер.
В 1926 году против движения начались репрессии. Фёдор и несколько его последователей были арестованы. Рыбалкин был направлен в психиатрическую больницу в посёлке Орловка, дальнейшая его судьба неизвестна. По федоровскому преданию, он был отправлен на Соловки, где вознёсся на небо. После ареста Федора среди его последователей возникла идея, что он на самом деле был не Фёдором Рыбалкиным, а Христом, явившимся в его плоти, чтобы возвестить о Конце. Настоящий же Фёдор Рыбалкин погиб на Первой мировой.
Возможно, это было отголоском хлыстовской традиции называть Христом всякого лидера «корабля». Вообще восприятие событий Священного Писания как актуальных (внеисторических) было характерно для «народного православия». А ужасы Гражданской войны, «продразверстка», подавление крестьянских восстаний, разграбление церквей породили сильнейшие эсхатологические настроения. Поэтому одновременное апокалиптическое явление Антихриста и Христа казалось крестьянам вполне логичным.

## Разгром
Вскоре началась широкая кампания по борьбе с фёдоровщиной — были арестованы почти все активные члены секты. В ноябре 1929 года в Воронеже состоялся первый суд над фёдоровцами — 36 человек обвинялись в белогвардейском заговоре, антисоветской агитации, поджогах, несдаче хлеба государству и отказе покупать государственные облигации. Судя по речам защиты, половина из подсудимых были не фёдоровцами, а деревенскими хулиганами, пьяное баловство которых было пришито к делу настоящих фёдоровцев для обвинения их в терроризме. Известно, что лидерами толка были Митро Пархоменко и Фёдор Дорошенко, активными участниками — Козьма Колесников, Степан Аторкин и Никифор Тоцкий. Так же по делу проходили двое священников — Сергей Чуев и Вениамин Запоганенко. Активные фёдоровцы на суде юродствовали, сидели на полу, закрыв лица капюшонами, и на все вопросы отвечали: «Отец Небесный знает».
Воронежская газета «Коммуна» в течение двух недель печатала подробные репортажи с процесса. В городе были организованы многочисленные митинги трудящихся с требованием расстрела сектантов. 16 человек были приговорены к расстрелу, остальные были приговорены к лишению свободы. С началом коллективизации большинство «рядовых» последователей Фёдора были раскулачены и высланы в Сибирь вместе с другими крестьянами-единоличниками, отказывавшимися вступать в колхозы. После этого движение заглохло.

## 1950-е и 1960-е годы
Следующий этап развития фёдоровщины пришёлся на 1950-е годы и был связан с деятельностью двух проповедников, участников первой фёдоровской волны — Алексея Арепьева и Арсения Иващенко. Оба они отбыли сроки в сталинских лагерях, а выйдя, стали тайно проповедовать среди крестьянства, в основном в среде верующих единоличников. Арепьев проповедовал по деревням Ростовской области, а Иващенко — в Воронежской. Постепенно вокруг них обоих возникли тайные группы последователей с центрами, соответственно, на хуторе Цун-Цун (Краснодарский край) и в деревне Козловка (Воронежская обл). В конце пятидесятых годов  в движение было вовлечено, по-видимому, несколько сотен человек. Впрочем, судить об этом сложно, поскольку фёдоровцы были просто частью большого, никак не оформленного «катакомбного» подполья. Единственным отличием была вера в то, что Фёдор Рыбалкин был вторым пришествием Христа. Никак внешне эта вера не сказывалась: в остальном фёдоровцы были обычными православными беспоповцами. Как и прочие «истинно-православные», официальную церковь фёдоровцы не признавали.
В 1959 году ростовская община была раскрыта, а большинство её членов было арестовано. В 1961 году та же участь постигла воронежскую общину. Большинство фёдоровцев были осуждены по хрущёвскому указу «О борьбе с тунеядством», так как они отказывались вступать в колхозы и вообще официально трудоустраиваться, а работали по временным договорам. Нежелание официально трудоустраиваться было общим для «катакомбников» и было связано со строгим соблюдением двунадесятых праздников. В ссылке федоровцы продолжали отказываться от трудоустройства, что вело к суду и отправке в исправительную колонию. Там отказ от работы как правило приводил к фактически бессрочному заключению в карцер — что привело к голодной гибели многих людей. В ссылке и в заключении две ветви фёдоровцев узнали о существовании друг друга и начали активно переписываться. Там же они встретились со многими другими «истинно-православными» группами.

## Старая Тишанка
В 1969 году Арсений Иващенко стал собирать возвращающихся из Сибири фёдоровцев в Батайске (Алексей Арепьев к тому времени умер). Чтобы не быть на виду у властей, было принято решение коллективно переехать в глухую деревню — село Старая Тишанка Таловского района Воронежской области. Туда, несмотря, на сопротивление местных властей, постепенно переселилась вся община (около 120 человек). Фёдоровцы жили закрыто, мало пересекаясь с местным населением, работали строителями по договорам с окрестными колхозами. Община представляла собой подобие коммуны, все важные работы делались сообща, коллективной была забота о стариках и больных. Фёдоровцы исповедовали нестяжательство, не смотрели телевизор, никуда не ездили, не употребляли табак и алкоголь. В быту они сохраняли много дореволюционных реалий, исчезнувших в советской деревне. Литургия как таковая в общине отсутствовала, но по воскресеньям фёдоровцы собирались на «собор», на котором читали Псалтирь, Евангелие, а после смерти Арсения Иващенко (в 1984 году) ещё и его сочинения. Кроме того фёдоровцы пели православные тропари и ирмоса, а также народные духовные стихи, уникальное собрание которых сохранила община. В 70-90-х годах фёдоровцы были, видимо, самой большой и цельной «истинно-православной» общиной, сохранявшей дореволюционный крестьянский уклад.

Старики-федоровцы. 2003 год

Однако важным догматическим пунктом фёдоровских убеждений было принципиальное безбрачие, основывавшееся на вере в то, что благодать ушла из Церкви, а стало быть нет священства, способного осуществлять таинства. Этим (а также многим другим) фёдоровцы походили на ранние апокалиптические толки старообрядчества. В результате община была обречена на естественное вымирание. К 2000 году в Тишанке оставалось около 30 фёдоровцев, в основном глубоких стариков.

## Документальный фильм «Осколки»
В 2003 году журналисты телеканала РЕН ТВ-Воронеж Наталия Кузьмина и Валерий Бобкин сняли фильм о жизни общины фёдоровцев. Несколько дней съёмочная группа провела в селе Верхняя Тишанка Таловского района Воронежской области. Побывали в селе Новый Лиман Петропавловского района Воронежской области, там удалось записать интервью с Ириной Чиркиной, которая знала Фёдора Рыбалкина. В архиве удалось ознакомиться с уголовным делом над фёдоровцами, в нём сохранились личные вещи, фотографии, свидетельства обвиняемых.
В декабре 2003 года фильм «Осколки» был в финальной программе телевизионного конкурса Тэфи-регион в городе Сочи.

## Отражение в литературе
Свидетельства о встречах с фёдоровцами есть в книгах писателей-узников советских лагерей — в частности у Александра Солженицына («Архипелаг ГУЛАГ») и Варлама Шаламова («Колымские рассказы»).
Исследование истории общины фёдоровцев ведутся сотрудниками Историко-просветительского центра «Мемориал». В его архиве находится и собрание псальм, записанных в 1999—2000 годах. Центром выпущен сборник «О, Премилосердный… Буди с нами неотступно» Воспоминания верующих Истинно-Православной (Катакомбной) Церкви. Москва, «Братонеж», 2008.